# 크리스 캔디도

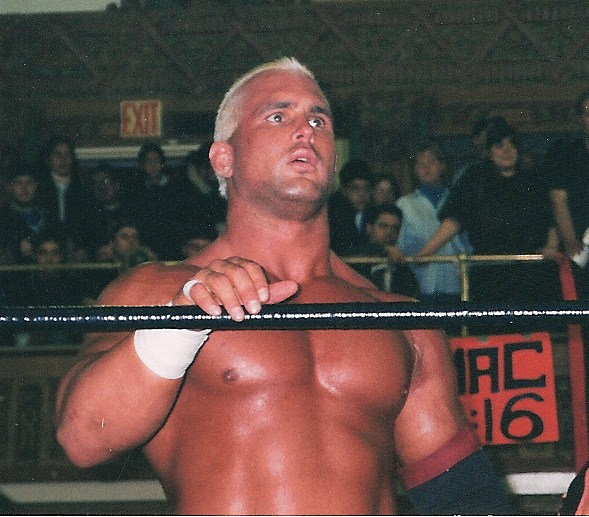
크리스 캔디도

크리스토퍼 라울 캔디토(Christopher Raul Candito, 1972년 3월 21일 ~ 2005년 4월 28일)는 미국의 프로레슬링선수다. 2005년 1월 28일 소니 시아키와 TNA 임펙트에서 경기도중 기술이 잘못맞아 부상 당하고 4월 28일 식사를 하고 얼마 있다 사망했다. 원인은 밝혀지지 않았지만 다리부상으로 인해 죽었다는 설이 가장 유력하다. 키는 174cm 몸무게는 102kg이다.

## 수상
- ECW 월드 태그팀 챔피언 2회
- WCW 크루져웨이트 챔피언 1회